# COACH コーチ 40歳のフィギュアスケーター
『COACH』（コーチ）は、映画プロデューサーの室希太郎が監督・原案・脚本を務め、プロ・フィギュアスケーターの西田美和が主演した劇場公開映画。2010年2月6日より公開。
40歳フィギュアスケートコーチが、ある少女との出会いをきっかけに、若き日に捨てたオリンピックへの夢に再び挑む、スポーツ・エンタテインメント作品である。

## 作品の背景
撮影場所、現役選手のキャスティング等、困難を極めるフィギュアスケートという題材に対し、室希太郎が自主制作映画としてスタート、徐々に協賛金やファイナンスを得ながら、プロ・フィギュアスケーター西田美和のコーディネイト、折衝、専門的アドバイスを受け、完成させた。

## 作品の特徴
- 40代を迎えた独身女性の内面を描く一方、通常目にすることのない、氷上のスケーティング技術が細かく描写される。バンクーバー冬季五輪時期に照準をあわせて公開された。
- 西田美和、荒川静香といった、現役プロスケーターに加え、安藤美姫をはじめとする世界・全日本レベルのアマチュアスケーターの起用、森ほさちをはじめとする宝塚出身女優や、元日本赤軍のリーダー重信房子の娘・重信メイなどのキャスティングが行われた。
- シャ乱Qのボーカリストで総合エンタテインメントプロデューサー・つんく♂がテーマ音楽、時東ぁみ演じるトップスケーターのプログラム楽曲を手がける。フィギュアスケートのプログラム曲は、その多くがパブリックドメインとなったクラシック音楽の名盤を使用するが、本作では、サラサーテ作「ツィゴイネルワイゼン」を基調に新たなメロディを附加し、つんく♂によるオリジナル楽曲を完成させている。
- 華麗なフィギュアスケーターが、空手（緑健児が代表を務める新極真会協力による）の呼吸法や回し蹴りを習得し、ジャンプやステップへ取り入れたり、平泉成演じる無頼にて破天荒なコーチの登場による絶対的な主従関係下での練習法など、いわゆる往年の「スポ根」的描写が特徴のひとつ。

## キャスト
- 倉内美和：西田美和
- 原田飛鳥：小松崎夕楠
- 笠井千夏：時東ぁみ

- 大嶺彩花：和泉佑三子
- 斉藤樹里：村主千香

- 若き日の陽介：篠山輝信
- 夕凪梓：西田麻衣
- 有里の母：石井めぐみ
- さかなクン：さかなクン
- 実況アナウンサー：朝岡聡

- 佐野稔：佐野稔（友情出演）
- 伊藤みどり：伊藤みどり（友情出演）
- 荒川静香：荒川静香（友情出演）
- ミステリアスなスケーター：安藤美姫（友情出演）

- 原田カレン：森ほさち
- 片桐早苗：吉野紗香
- ヨーコ・大神：重信メイ
- 原田陽介：金子昇（特別出演）
- 加藤洲：平泉成

- 加藤賢崇

## スタッフ
- 監督・原案・脚本：室希太郎
- テーマ音楽：つんく♂
- 音楽プロデューサー：坂元一明
- 撮影：吉賀一彰
- 振付：高橋忠之、松村充、宮本賢二
- 共同プロデューサー：塩田正人

## エンディング曲
- 「MAP〜未来の地図〜」
歌：小川真奈 / 作詞：つんく / 作曲：つんく

## 協賛企業
- ゼビオ
- コーセー
- スカイコート
- ティー ワイ リミテッド
- BLコーポレーション
- 田谷
- 大塚製薬
- アイテック都市設計

## 特別協力
- プリンスホテル
- 東海テレビ放送
- 新極真会
- イデア・フローラ
- アクアリンクちば
- CIC

## テレビ放映
- チャンネルNECOにより、2012年2月 - 複数回